# АИ-222-25

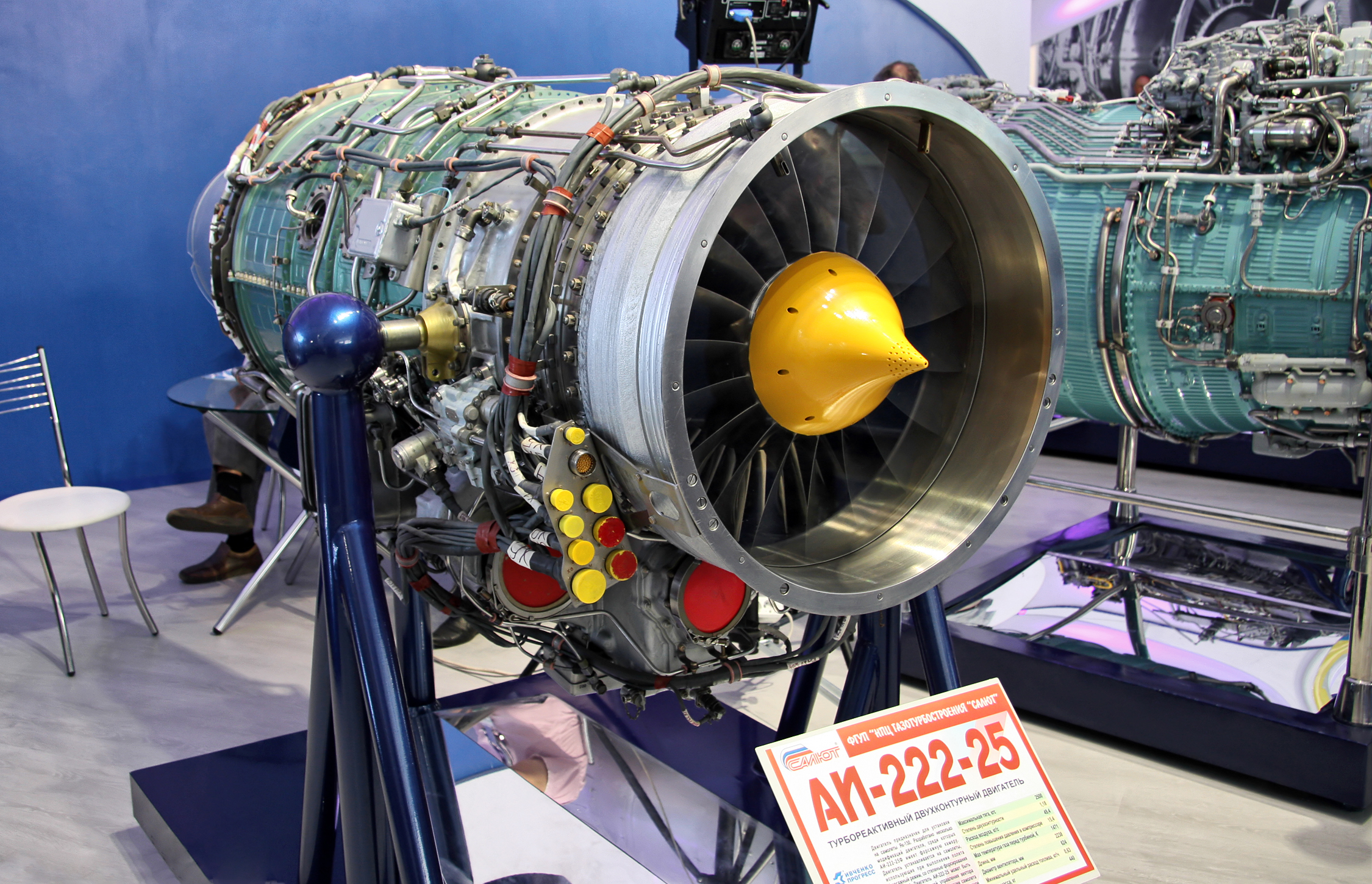
Аи-222-25 в МАКС-2011

АИ-222-25 — двухконтурный турбореактивный двигатель семейства АИ-222. Применяется на учебно-боевых самолётах Як-130 и Hongdu L-15.
Производится НПЦ газотурбостроения «Салют» (Россия) и «Мотор Сич» (Украина).

## История
Разработка Запорожским МКБ «Прогресс» им. А. Г. Ивченко началась в 1999 году на базе двигателя АИ-22, ГСИ завершены в 2008 году.
В 2004 году освоено производство двигателей на ММПП «Салют».
В 2009 году произведено 12 двигателей на ОАО Салют, в 2010 г. план — 58 шт., в 2012 г. — 33
Двигателями АИ-222-25Ф (с форсажной камерой) оснащены китайские учебно-боевые самолёты Hongdu L-15 Lift.
В апреле 2015 года НПЦ газотурбостроения «Салют» объявил об освоении полного цикла производства авиадвигателей АИ-222-25. Ранее авиадвигатель производился в кооперации с украинскими предприятиями «Мотор Сич» и «Ивченко Прогресс» в соотношении 50:50. Однако сейчас «Салют» освоил полное изготовление всех узлов двигателя.

## Устройство
Двухвальный двигатель состоит из 2-ступенчатого КНД, выполненного по технологии блиск, 8-ступенчатого КВД, кольцевой камеры сгорания, одноступенчатой ТВД и одноступенчатой ТНД, сопла. Двигатель имеет нижнее расположение коробки агрегатов.
От АИ-22 новые двигатели отличает изменённая конструкция камеры сгорания, турбин высокого и низкого давления. Турбина высокого давления унифицирована с турбиной газогенератора двигателя Д-27. По желанию заказчика могут устанавливаться сопла с управляемым вектором тяги и форсажной камерой. Для этой цели для АИ-222-25 разработано новое поворотное сопло, представляющее собой отдельный модуль, который установлен на фланец задней опоры турбины двигателя. Конструкция модуля позволяет отклонять сопло на угол до 20 градусов в любом направлении от оси двигателя.
Впервые на двигателях такого класса применена цифровая система автоматического управления, совмещённая с системами тестирования и диагностики уровня FADEC. Модульная конструкция позволяет эксплуатировать двигатели по состоянию. При этом, основное управление двигателем гидромеханическое.

## Технические характеристики
- Длина 1960 мм
- Диаметр 896 мм
- Масса сухая 440 кг
- Удельный расход топлива 0,64 кг/кгс ч
- Степень двухконтурности 1.2
- Температура газа перед турбиной 1470 К
- Взлётная тяга 2500 кгс
- Тяга двигателя на крейсерском  режиме на высоте 5 км при М = 0,6 равна 950 кгс
- На крейсерском режиме на высоте 10 км и М = 0,6 составляет 300 кгс

АИ-222-25Ф
- Тяга на уровне моря при н.у. 4200 кгс
- На высоте 11 км при скорости 1,4 Маха 2760 кгс
- Масса 560 кг